# Knock Nevis
Knock Nevis (в минулому також називався Seawise Giant, Happy Giant і Jahre Viking) — супертанкер під норвезьким прапором. Його розміри: 458 метрів в довжину і 69 метрів в ширину та водотоннажність 825 614 тонн роблять його найбільшим кораблем світу. Побудований протягом 1979—1981 років, в останні роки експлуатації використовувався як плавуче нафтосховище, утилізований 2010 році в Аланзі.

## Характеристики

Порівняння найбільших кораблів світу:
- Knock Nevis
- Emma Mærsk
- Queen Mary 2
- MS Berge Stahl
- USS Enterprise

Сумарна вантажопідйомність Knock Nevis — 564 763 тонн, що становить 658 362 м³ (4,1 мільйона барелів) нафти.
Довжина — 458,45 метри, ширина — 68,86 метри, осадка — 24,61 метри. Максимальна швидкість становить 13 вузлів, екіпаж судна 40 людей. Гальмівний шлях корабля становить 10,2 кілометра, а діаметр циркуляції — більше від 3,7 кілометрів.
Осадка при повному завантаженні не дозволяє судну проходити не лише Суецьким і Панамським каналами, але й Ла-Маншем.

## Історія
Супертанкер був побудований в Японії в місті Йокосука компанією Sumitomo Corporation на замовлення грецького судновласника. Але ще не добудоване судно було продано судновласнику з Гонконга Tung Chao Yung. Будувався він під номером 1016, а власником було надано ім'я Seawise Giant.
Новий власник замовив збільшення корабля. Його було розрізано та додано секції корпусу, що збільшило його вантажопідйомність до рекордних показників 564 763 тонн.
Спочатку корабель курсував між Близьким Сходом та США, але в 1986 році став використовуватись як плавучий термінал для зберігання та перезавантаження іранської нафти під час Ірано-іракської війни. В травні 1988 року корабель було атаковано іракськими літаками що призвело до значних пошкоджень.
Після закінчення війни корабель було відбуксовано до Брунею та продано норвезькій компанії KS-company. Судно було відремонтоване в Сінгапурі, для чого було використано 3,7 тисячі тонн сталі, і перейменовано в Happy Giant. Але вже в 1991 році, ще до закінчення ремонту KS-company перейшла під керування норвезької компанії Jørgen Jahre, тому корабель перейменували в Jahre Viking.
Пізніше KS-company була куплена норвезьким судновласником Фредом Ольсеном для своєї компанії First Olsen Tankers.
Після прийняття в США і Європі законів які забороняють використання однокорпусних танкерів корабель було перебудовано в плавуче нафтосховище. Тоді ж він отримав теперішню назву Knock Nevis.
Деякий час корабель як нафтосховище постійно знаходився в районі нафтородовища Аль-Шахім в Катарі.
В грудні 2009 танкер було перейменоване в Mont та під прапором Сьєрра-Леоне продано Індії. В січні 2010 він був транспортований в індійський порт Аланг, де був посаджений на берегову мілину для подальшої утилізації.